# Devils (série de televisão)
Diavoli (bra: Devils) é uma série de televisão de drama e suspense que estreou em 17 de abril de 2020 na Sky Atlantic, na Itália. É uma co-produção do canal com a Lux Vide em associação com Orange Studio e OCS da França.

## Elenco e personagens

### Principal
- Alessandro Borghi[1] como Massimo Ruggero
- Laia Costa[1] como Sofia Flores
- Kasia Smutniak como Nina Morgan
- Malachi Kirby[1] como Oliver Harris
- Lars Mikkelsen como Daniel Duval
- Pia Mechler[1] como Eleanor Bourg
- Paul Chowdhry[1] como Kalim Chowdrey
- Sallie Harmsen[1] como Carrie Price
- Harry Michell[1] como Paul McGuinnan
- Patrick Dempsey[1][3] como Dominic Morgan

### Recorrente
- Ben Miles[4] como Edward Stuart
- Nathalie Rapti Gomez como Kate Baker
- Jemma Powell como Claire Stuart
- Lorna Brown como Vicky Bale
- Maximilian Dirr como Karl Haufman
- Tom McKay como Chris Bailey
- Chris Reilly como Alex Vance
- Christina Andrea Rosamilia[1]